# Mariano Rampolla del Tindaro
 (mars 2021).
Si vous disposez d'ouvrages ou d'articles de référence ou si vous connaissez des sites web de qualité traitant du thème abordé ici, merci de compléter l'article en donnant les références utiles à sa vérifiabilité et en les liant à la section « Notes et références ».
Mariano Rampolla del Tindaro, né le 17 août 1843 à Polizzi Generosa, en Sicile, et mort le 16 décembre 1913 à Rome, est un cardinal italien, cardinal secrétaire d'État de Léon XIII.

## Biographie
Issu d'une famille aristocratique, Mariano Rampolla del Tindaro fait ses études au collège Capranica de Rome. Ordonné prêtre en 1866, il entre à l'Académie des nobles ecclésiastiques et fait carrière dans la Curie romaine. Il est nommé archevêque titulaire d'Héraclée-en-Europe (de) le 1er décembre 1882 et devient nonce apostolique en Espagne le 19 du même mois. Il a comme assistant Giacomo della Chiesa, futur pape Benoît XV. En 1885, lors du conflit entre l'Allemagne et l'Espagne au sujet des Carolines, Rampolla propose le premier la médiation du Pape Léon XIII.
Le 14 mars 1887, il est élevé à la pourpre cardinalice comme cardinal-prêtre de Sainte-Cécile. Le 2 juin de la même année, il est nommé secrétaire d'État par le pape Léon XIII. En 1902, il reçoit également la charge de secrétaire de la Commission pontificale biblique.
Après sa défaite au conclave de 1903, le cardinal Rampolla est considéré comme impuissant sous le pontificat de Pie X et vit en marge de la politique ecclésiastique. Rampolla est néanmoins respecté et en 1909 élevé au poste de secrétaire du  Saint-Office, la même année il donne la démission de la Commission biblique pontificale. Il meurt le 16 décembre 1913 à Rome.

## Œuvres
- Martyre et sépulture des Machabées, traduit par Mgr Mie Le Monnier, Desclée de Brouwer, Lille 1899.
- Vie et martyre de Sainte Cécile, précédés par quelques notices biographiques. Rome, Impr. de St Michel, 1925.

## Succession apostolique
La succession apostolique est:
- Cardinal Gregorio María Aguirre y García, O.F.M. (1885)
- Évêque Antonio Ruiz-Cabal (eu) (1886)
- Évêque Francisco Gómez-Salazar (es) (1886)
- Évêque Juan Maura y Gelabert (1886)
- Archevêque Martín García y Alcocer, O.F.M. (1886)
- Évêque Federico Federici (fi) (1888)
- Cardinal Bartolomeo Bacilieri (1888)
- Évêque Giovanni Maria Camilleri (en), O.E.S.A. (1889)
- Évêque Costantino Costa, C.P. (1890)
- Archevêque Antonio Sabatucci (de) (1890)
- Cardinal Joaquim Arcoverde de Albuquerque Cavalcanti (1890)
- Archevêque Jerônimo Tomé da Silva (pt) (1890)
- Cardinal Agostino Ciasca, O.E.S.A. (1891)
- Archevêque Filippo Castracane degli Antelminelli (it) (1891)
- Archevêque Giovanni Ponzi (1894)
- Archevêque Antonino Sardi (1894)
- Évêque Guglielmo Maria d'Ambrogi, O.E.S.A. (1895)
- Cardinal Giovanni Battista Casali del Drago (1895)
- Évêque Giacomo Alessandro Ghezzi, O.F.M.Obs. (1896)
- Cardinal Aristide Rinaldini (1896)
- Cardinal Sebastiano Martinelli, O.E.S.A. (1896)
- Cardinal Benedetto Lorenzelli (1896)
- Cardinal Antonio Vico (1898)
- Archevêque Giustino Adami (1898)
- Cardinal Carlo Nocella (1899)
- Cardinal Gennaro Granito Pignatelli di Belmonte (1899)
- Cardinal Rafael Merry del Val y Zulueta (1900)
- Archevêque Giovanni Battista Guidi (de) (1902)
- Archevêque Vincenzo Sardi di Rivisondoli (it) (1908)
- Évêque Giacomo Sinibaldi (de) (1913)
- Évêque Natale Serafino (1913)